# 狭云卷蛾属
狭云卷蛾属（学名：Stenopteron）是卷蛾科下的一个属。
现接受名为Stenarchella Diakonoff, 1968

## 下属物种
本属包括以下物种：
- Stenarchella eupista Diakonoff, 1968
- 细狭云卷蛾 Stenarchella stenoptera (Filipjev, 1962)[1]